# Södra Liang
Södra Liang (南涼; Nánliáng) var en stat under tiden för De sexton kungadömena i Kina. Staten existerade år 397 till 414.
Staten grundades av folkgruppen Xianbei.